# Споразум из Осла
Споразум из Осла, званично се зове Споразум о декларацији принципа привремене самоуправе  (енгл. Declaration of Principles on Interim Self-Government Arrangements) је мировни споразум потписан 13. септембра 1993. године у Вашингтону између представника Израела, Палестинске ослободилачке организације, а уз асистенцију САД.

## Резултати споразума
Споразум је био прекретница у палестинско-израелском сукобу. Био је то први директан споразум између Израела и Палестинских политичких представника (ПЛО). Споразум је замишљен као оквир за будуће односе између „Израела и будуће палестинске државе, након решавања свих других нерешених питања коначног статуса двеју држава.”
Споразум је постигнут 20. августа, 1993. године у главном граду Норвешке у Ослу, а потом, уз присуство и других представника Израела и Палестинаца и званично потписан на церемонији у Вашингтону 13. септембра, исте године, од стране Јасера Арафата у име Палестинаца и Јицака Рабина у име Израела. Потписивању су присуствовали и председник САД Бил Клинтон, те министри спољних послова САД Ворен Кристофер, Русије Андреј Козирјев, Израела Шимон Перез и палестински представник Махмуд Абас.
Споразум је предвидео стварање једне Палестинске власти која би преузела одговорност за управу на територији под својом контролом. У Споразуму је предвиђено и повлачење израелских војних снага са подручја будуће Палестинске аутономије из Појаса Газе и Западне обале.

## Главни проблеми
И након потписивања Споразума, настављене су терористичке активности Хамаса, Исламског џихада и Народног фронта за ослобођење Палестине, против грађана Израела. Палестинска самоуправа је показала немоћ или неспремност да се ефикасно бори против тероризма, па је делимична окупација од Израела и даље настављена.